# Aeromarine 39
L'Aeromarine 39 era un velivolo da addestramento biposto sviluppato dall'azienda statunitense Aeromarine Plane and Motor Company negli anni dieci per l'U.S. Naval Air Service.

## Storia del progetto
L'azienda Aeromarine Plane and Motor Company venne costituita dall'industriale Inglis Moore Uppercu all'inizio della prima guerra mondiale. Nel 1917 la Marina degli Stati Uniti d'America emise una richiesta relativa ad un velivolo da addestramento biplano biposto, con possibilità di impiego anche come idrovolante. L'azienda di Keyport, nel New Jersey, si assicurò la commessa relativa a 200 velivoli, il più grande ordine di acquisto di velivoli emesso fino ad allora dall'U.S. Navy. In risposta alla specifica, l'ufficio tecnico dell'Aeromarine Plane and Motor Company. elaborò il progetto A 39, che risultò vincente. In fase di progettazione i tecnici dell'Aeromarine dotarono il velivolo della capacità di rapida sostituzione del carrello di atterraggio, o con sci, o con galleggianti per l'impiego marino. Il primo prototipo, equipaggiato con un propulsore Hall-Scott A-7A erogante 101 CV, volò per la prima volta nel corso del 1917. Il modello iniziale equipaggiato con il propulsore Hall-Scott venne ordinato in 50 esemplari (matricole A-450/499) dall'U.S. Navy. La designazione Aeromarine 39-A venne adottata retroattivamente, per distinguerla dalla successiva Aeromarine 39-B.

## Tecnica
L'Aeromarine 39 era un aereo da addestramento di impostazione classica, dotato di configurazione alare di tipo biplano-sesquiplana a doppia campata, con l'ala superiore, di maggiori dimensioni, montata alta a parasole. Le due ali, realizzate in legno, erano collegate tra loro da una serie di montanti, integrati da tiranti in filo d'acciaio. La fusoliera era dotata di struttura lignea, e presentava due abitacoli aperti. Quello anteriore era posizionato tra le due ali, mentre quello posteriore si trovava in corrispondenza di un incavo praticato sul bordo d'uscita dell'ala superiore, così da garantire una migliore visibilità. Il carrello di atterraggio era triciclo posteriore fisso, con pattino di coda. Al posto delle ruote potevano venire installati due sci per le operazioni da piste innevate, o galleggianti in legno per le operazioni da idrosuperfici.
Il sistema di flottaggio variava da versione a versione. Nel modello 39-A era composto da due galleggianti in legno posizionati al posto delle ruote, mentre il modello 39-B disponeva di un lungo galleggiante centrale e di due galleggianti subalari per la stabilizzazione del velivolo in acqua.
Nel Model 39-B la propulsione era affidata ad un motore Curtiss OXX-6. a 8 cilindri a V raffreddato ad acqua collocato centralmente sotto l'ala superiore in configurazione spingente ed abbinato ad un'elica bipala a passo fisso. Il motore erogava la potenza di 100 hp al livello del mare. La versione 39-A era dotata di un motore a 4 cilindri in linea Hall-Scott A-7A erogante 101 CV, ed azionante un'elica bipala lignea.

## Impiego operativo
I primi 50 velivoli consegnati all'U.S. Navy erano dotati del propulsore Hall-Scott A-7A, che manifestò non pochi problemi, tra cui la tendenza a prendere fuoco. Nel tentativo di migliorare le prestazioni del velivolo durante la fase di decollo dall'acqua, i tecnici della Aeromarine apportarono alcune modifiche al progetto: la forma dell'ala e degli ipersostentatori venne modificata per accrescere la portanza, venne ingrandito l'impennaggio di coda, installato un motore Curtiss OXX-6 e adottato un sistema di galleggianti diverso dal precedente modello. Questa nuova versione venne ordinata in 150 esemplari (matricole A-500/649), e denominata dall'U.S. Navy Aeromarine 39-B.

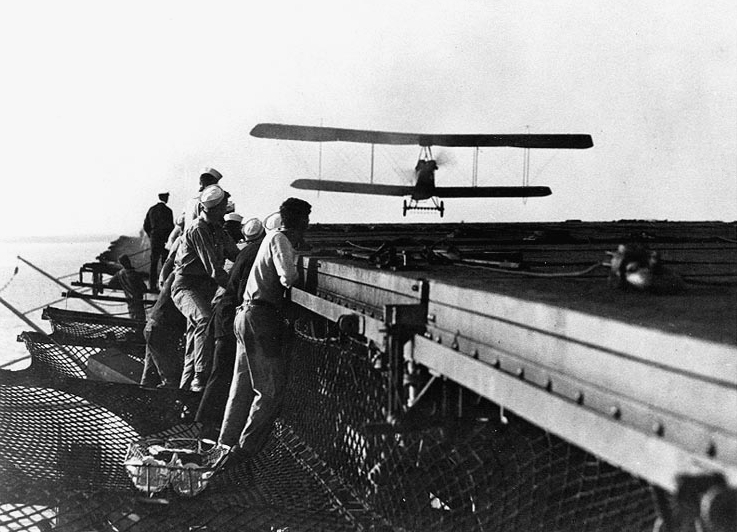
Un Aeromarine 39 si appresta ad atterrare sull'USS Langley durante le esercitazioni dell'ottobre 1922.

Dopo la fine della guerra un certo numero di aerei rimase in servizio per diversi anni, mentre altri furono venduti come surplus. Acquistati dall'U.S. Navy per la cifra di 9 688 dollari cadauno, nel 1921 furono venduti al prezzo di 1 500, che scesero a 800 nel 1928. Una trentina di aerei vennero immatricolati sul registro civile americano, sovente rimotorizzati durante il loro impiego presso l'U.S. Navy con altri tipi di motore allora in uso. Due aerei vennero equipaggiati con diversi tipi di dispositivi di arresto per l'impiego sulle portaerei, con cui si tentarono i primi esperimenti di appontaggio.
Il 26 ottobre 1922 il capitano di corvetta Godfrey DeCourcelles Chevalier, a bordo di un Aeromarine 39-B (matricola A-606), effettuò il primo atterraggio di un velivolo statunitense sul ponte della portaerei USS Langley. L'apparecchio capottò all'atterraggio, ma il pilota uscì del velivolo illeso. Il dispositivo utilizzato per l'atterraggio comprendeva un normale gancio d'arresto, ed altri ganci montati sul carrello di atterraggio destinati ad impegnare i cavi longitudinali disposti sul ponte di volo allo scopo di mantenere rettilineo il rullaggio.
Almeno 14 velivoli per uso civile rimotorizzati nel corso del 1921 ricevettero la designazione Aeromarine 39-R.

### Aeromarine Sportsman
Una modifica della versione Aeromarine 39-B, dotata di un motore Aeromarine V-8 da 100 CV, fu prodotta nel 1917 da Vincent Burnelli per il mercato civile. Inizialmente equipaggiato con un carrello di atterraggio normale, l'unico Sportsman costruito ricevette poi i galleggianti per l'impiego come idrovolante. Con esso, il 14 agosto 1919, venne effettuata la prima consegna della posta a bordo di una nave in mare, al largo della costa della Virginia.

### Cina
Nei primi anni Venti tra sette ed undici esemplari.  di Aeromarine 39-B surplus bellici, dotati di propulsore Curtiss OXX-6 da 100 hp, vennero acquistati dal governo cinese della provincia di Canton. Le consegne iniziarono a partire dal settembre del 1920, con gli aerei inviati in Cina via mare. Nell'aprile del 1921 sei Aeromarine 39-B risultavano in servizio a Canton. Noto è l'impiego di un esemplare presso il South China Air Service, creato nel 1922 per stabilizzazione dell'ufficio aeronautico di Shanghai. Tale servizio aereo era comandato dal colonnello Young Sen-yat, con il capitano statunitense Harry W. Abbott come ufficiale esecutivo. Nel febbraio 1923, il dottor Sun Yat-sen si recò a Canton, e durante tale visita ispezionò il reparto che volava con gli idrovolanti Curtiss H-16, Curtiss HS-2L, Aeromarine 39, Curtiss N-9 e disponeva anche di velivoli Curtiss Gull e Curtiss JN4D Jenny. Il campo di volo si trovava sull'isola di Honam, alla foce del fiume Pearl, di fronte a Canton. 
Oltre ai velivoli militari, nel marzo 1920 la compagnia civile Macao Aerial Transport Company importò tre esemplari destinati all'uso civile.

## Versioni
- A 39-A: prima versione da addestramento costruita in 50 esemplari per l'U.S. Navy, il cui prototipo effettuò primo volo nel 1917. Era dotato di propulsore Hall-Scott A-7A da 101 CV.[2]
- A 39-B: seconda versione da addestramento militare costruita in 150 esemplari per l'U.S. Navy, dotata di propulsore Curtiss OXX-6 da 100 hp,[2] impennaggio verticale allargato, maggior apertura alare.
- A 39-R: almeno 14 velivoli per uso civile rimotorizzati nel corso del 1921 che ricevettero la designazione Aeromarine 39-R.
- Aeromarine Sportsman: versione per il mercato civile, realizzata in un solo esemplare nel 1917, dotato di motore Aeromarine V-8 da 100 CV.

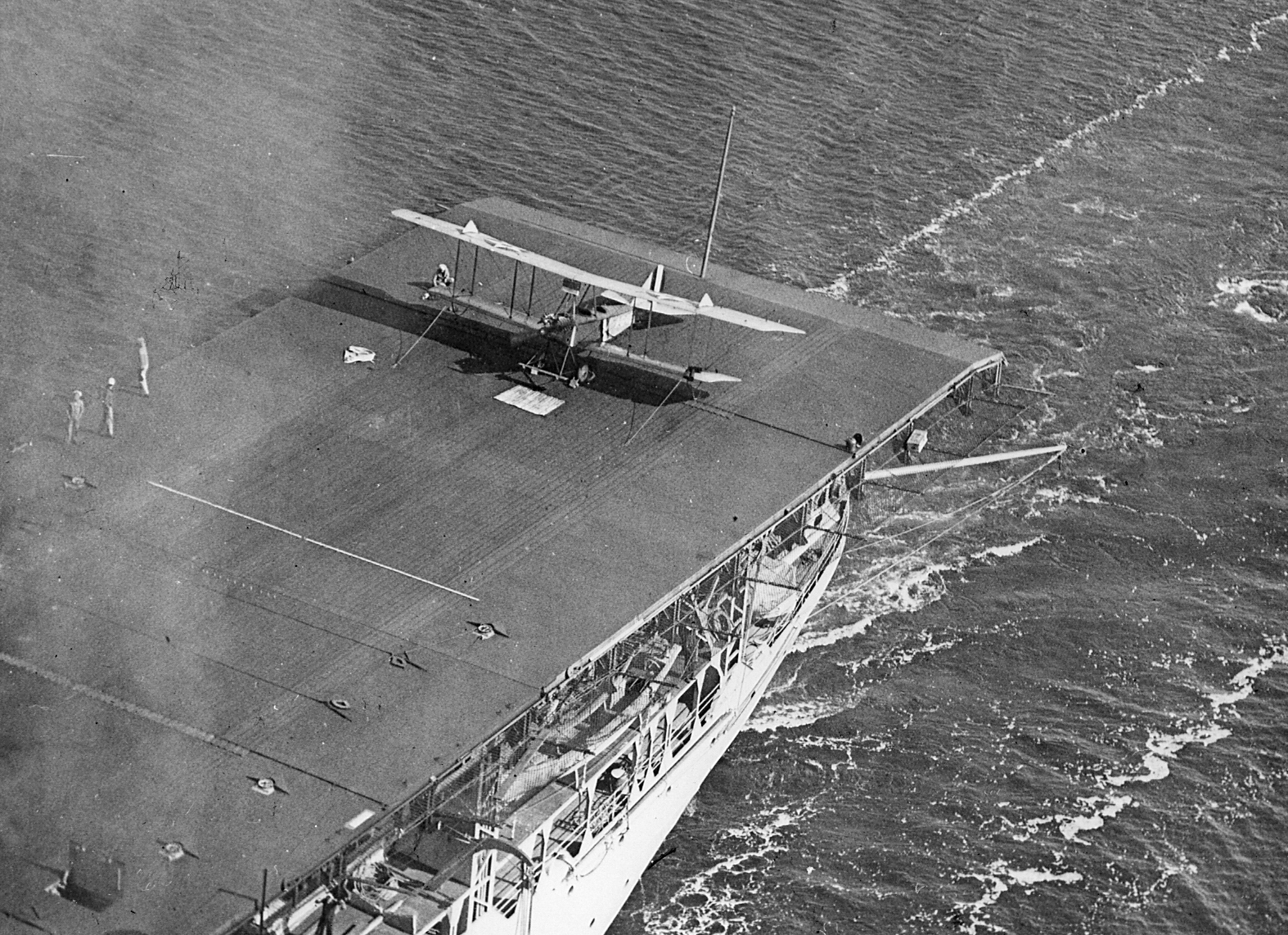
Un Aeromarine 39 a bordo della portaerei statunitense USS Langley.

## Utilizzatori
Cina
- Chung-Hua Min-Kuo K'ung-Chün

 Honduras
- Aviación Naval 1 esemplare di Aeromarine 39-B

 Stati Uniti
- United States Navy

## Esemplari attualmente esistenti
L'unico esemplare sopravvissuto di Aeromarine 39-B appartiene alla collezione dell'Old Rhinebeck Aerodrome di New York. Il velivolo apparteneva originariamente alla collezione del Roosevelt Field, e fu acquisito in ottime condizioni. L'aereo è miracolosamente sopravvissuto a due incendi accidentali che lo hanno gravemente danneggiato. Il primo avvenne nel 1966, e fu dovuto ad una sigaretta gettata accidentalmente mentre l'aereo si trovava su un rimorchio aperto per essere trasportato in un luogo dove si dovevano girare delle riprese pubblicitarie per una nota marca di sigarette. Il secondo all'inizio del 1980, quando ciò che rimaneva del velivolo si trovava in Florida nella casa di un curatore del museo. La casa andò a fuoco e altre parti dell'aereo andarono perdute. Il velivolo è stato sottoposto ad un sommario restauro, ed è tuttora visibile al pubblico.